# Bracon pappi
Bracon pappi är en stekelart som beskrevs av Vladimir Ivanovich Tobias 2000. Bracon pappi ingår i släktet Bracon och familjen bracksteklar. Inga underarter finns listade.